# Kontroversteologi
Kontroversteologi er systematisk fremstillede forskelle mellem forskellige konfessioner. Betegnelsen bruges især om de stridigheder der i 1500-tallet fulgte i kølvandet på Reformationen og Tridentinerkoncilet der indledte Modreformationen.
Jesuitten, kardinal Roberto Bellarmino (1542-1621) var 1576 blevet professor i kontroversteologi i Rom.. Han forfattede et værk i flere bind Disputationes de controversiis Christianae fidei adversus hujus temporis haereticos som fik betydning fordi han her systematiserede de hidtidige synspunkter i stridighederne mellem katolikker og protestanter.
Da man i Danmark i 1620'erne havde opdaget fornyet katolsk mission, fik
Jesper Brochmand til opgave at gå ind i polemikken ved at holde årlige forelæsinger så 'den akademiske ungdom bedre kunne oplyses om alle kontroverspunkter. Han udgav også værker om dogmer, især rettet mod Bellarminos arbejder.'
Siden begyndelsen af 1900-tallet med Verdensmissionskonferencen i 1910 foregår diskussionen mellem konkurrerende konfessioner under overskriften 'økumenisk dialog'.
| - Bellarmino og Brochmand |